# 広教寺 (南通市)
広教寺（こうきょうじ）は、中華人民共和国江蘇省南通市崇川区狼山にある仏教寺院。

## 歴史
唐の総章2年（669年）、泗州大聖により創建された。当時は慈航院と称した。
後周の顕徳5年（958年）、広教寺に正式に改名された。
北宋の太平興国年間、智幻が住職を務めた。智幻は大聖殿・支雲塔を建立した。
1983年、中華人民共和国国務院は仏寺を漢族地区仏教全国重点寺院に認定した。

## 伽藍
山門、萃景楼、圓通宝殿、大聖殿、葵竹山房、三仙祠、支雲塔、大仏殿、輪蔵殿、大悲殿、金剛殿、蔵経楼、曬経楼、枕山楼、方丈室、僧房、駱賓王墓、望江亭、御亭、平倭碑亭、白雅雨墓、双眼石、鴿子岩、磊落磯、寒玉泉